# Ben Yu
Benjamin „Ben“ Yu (* 8. Januar 1986 in Dayton, Ohio) ist ein professioneller US-amerikanischer Pokerspieler. Er ist vierfacher Braceletgewinner der World Series of Poker.

## Persönliches
Yu wuchs in Los Angeles auf. Er machte im Jahr 2008 an der Stanford University einen Abschluss in Bau- und Umweltingenieurwesen mit Nebenfach Public Policy. Vor seiner Pokerkarriere arbeitete Yu als professioneller Breakdancer. Er lebt in Los Angeles.

## Pokerkarriere

### Werdegang
Yu spielte von Januar 2013 bis April 2014 auf den Onlinepokerräumen PokerStars und Full Tilt Poker unter dem Nickname benyu604.
Seine erste Geldplatzierung bei einem Live-Turnier erzielte Yu Anfang Juli 2008 bei der World Series of Poker (WSOP) im Rio All-Suite Hotel and Casino am Las Vegas Strip. Dort kam er bei einem Turnier der Variante No Limit Hold’em in die Geldränge. Bei der WSOP 2010 erreichte er seinen ersten Finaltisch und wurde bei einem Shootout-Event Zweiter für rund 115.000 US-Dollar Preisgeld. Im Januar 2012 gewann Yu das Main Event der Red Rock Poker Challenge in Las Vegas mit einer Siegprämie von 75.000 US-Dollar. Ende Juni 2015 gewann er die Limit Hold’em Championship der WSOP 2015 und sicherte sich damit knapp 300.000 US-Dollar Preisgeld sowie sein erstes Bracelet. Mitte Dezember 2015 saß Yu am Finaltisch des Main Events der World Poker Tour im Hotel Bellagio am Las Vegas Strip und erhielt für seinen dritten Platz ein Preisgeld von mehr als 600.000 US-Dollar. Im Juni 2017 entschied er die Limit 2-7 Lowball Triple Draw Championship der World Series of Poker 2017 für sich und erhielt eine Siegprämie von rund 230.000 US-Dollar sowie sein zweites Bracelet. Bei der WSOP 2018 wurde der Amerikaner bei der Seven Card Stud Championship Dritter und belegte wenige Tage später den zweiten Platz des Pot-Limit Omaha High Roller für Preisgelder von knapp einer Million US-Dollar. Anschließend gewann er das 50.000 US-Dollar teure High-Roller-Event und erhielt neben seinem dritten Bracelet eine Siegprämie von mehr als 1,65 Millionen US-Dollar. Bei den Poker Masters im Aria Resort & Casino am Las Vegas Strip erreichte Yu im September 2018 zweimal die Geldränge und gewann Preisgelder von knapp 500.000 US-Dollar. An gleicher Stelle erzielte er im Februar 2019 drei Geldplatzierungen bei den US Poker Open und gewann zwei Monate später das Aria 25K mit einem Hauptpreis von 245.000 US-Dollar. Bei der WSOP 2021 entschied der Amerikaner die 6-Handed No-Limit Hold’em Championship für sich und sicherte sich sein viertes Bracelet sowie eine Siegprämie von über 720.000 US-Dollar.
Insgesamt hat sich Yu mit Poker bei Live-Turnieren mehr als 9 Millionen US-Dollar erspielt.

### Braceletübersicht
Yu kam bei der WSOP 187-mal ins Geld und gewann vier Bracelets:
| Jahr | Buy-in (in $) | Turnier                                        | Teilnehmer | Preisgeld (in $) |
| ---- | ------------- | ---------------------------------------------- | ---------- | ---------------- |
| 2015 | 10.000        | Limit Hold’em Championship                     | 117        | 0.291.456        |
| 2017 | 10.000        | Limit 2-7 Lowball Triple Draw Championship     | 080        | 0.232.738        |
| 2018 | 50.000        | No-Limit Hold’em High Roller (Big Blind Antes) | 128        | 1.650.773        |
| 2021 | 10.000        | 6-Handed No-Limit Hold’em Championship         | 329        | 0.721.453        |